# We Are Number One
«We Are Number One» (с англ. — «Мы — номер один») — песня, написанная Ма́уни Сва́варссоном (исл. Máni Svavarsson) и впервые исполненная Стефаном Карлом Стефанссоном в 12 эпизоде 4 сезона исландского телесериала «Лентяево». По сюжету эпизода, главный антагонист сериала Робби Злобный (в исполнении Стефана Карла), в форме песни пытается учить свою «команду мечты», представляющую собой три его собственные копии, искусству быть злодеями.
Высокую популярность композиция обрела в 2016 году, когда пользователи стали активно создавать пародии и ремиксы, связанные с ней, что быстро превратило её в интернет-мем.
Когда в октябре 2016-го стало известно, что Стефану Карлу диагностировали рак поджелудочной железы, распространение пародий и ремиксов приобрело благотворительный характер: создатели контента начали популяризировать кампанию по сбору пожертвований актёру на сервисе GoFundMe. Впоследствии акция привлекла пожертвований на сумму более $151,000.

## Создание

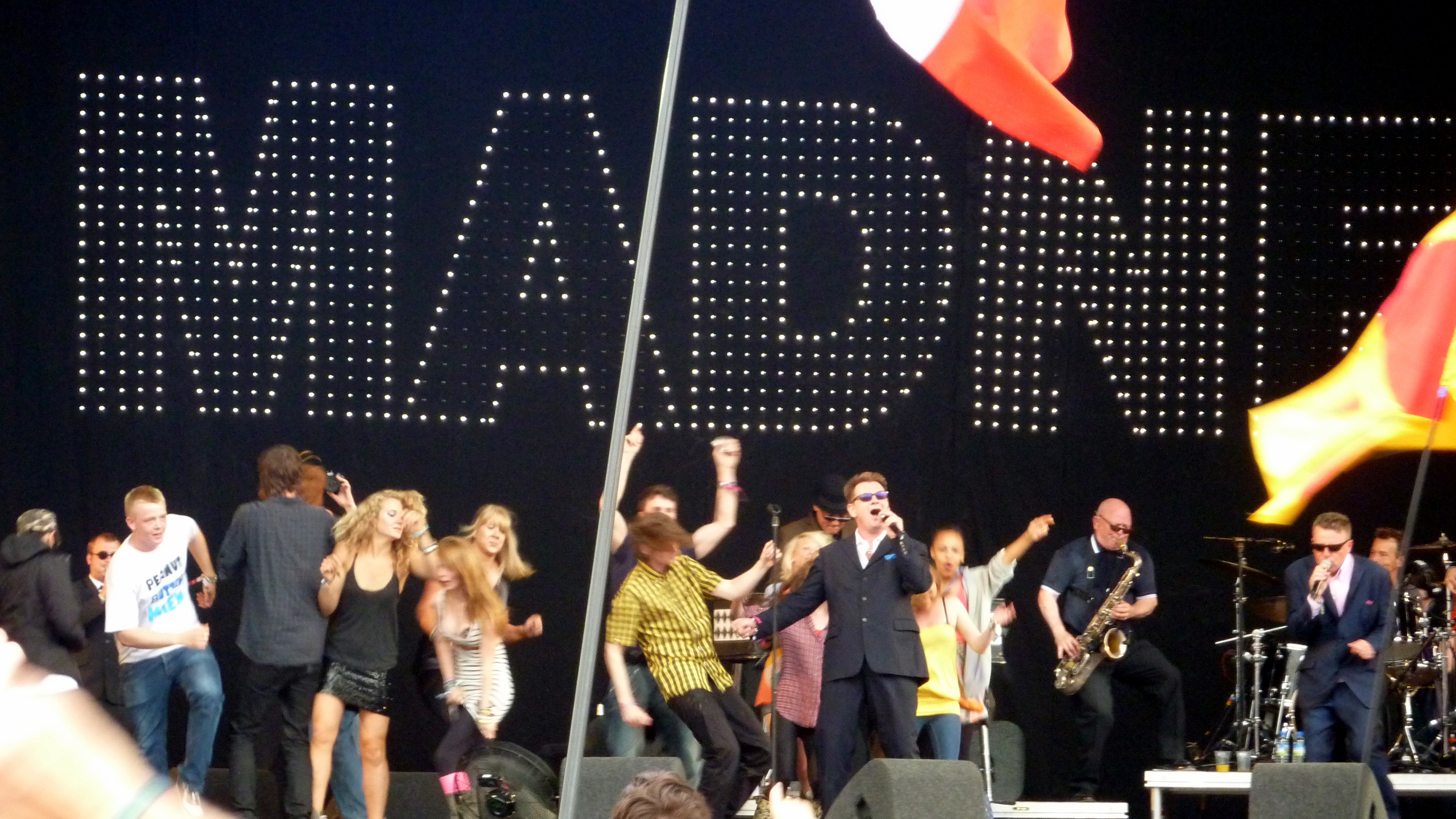
Концерт коллектива «Madness», творчество которого вдохновило Мауни Сваварссона на создание «We Are Number One»

Помимо основного голоса, песню должны были исполнять трое бэк-вокалистов, из-за чего композитору Мауни Сваварсону было трудно отыскать звучание для «We Are Number One». Как и для многих других композиций из «Лентяево», Мауни вдохновлялся творчеством музыкальных коллективов своей молодости. В частности, влияние на «We Are Number One» оказала песня «Baggy Trousers» группы Madness.
Свой быстрый темп «We Are Number One» получила благодаря Магнусу Скевингу, режиссёру и продюсеру «Лентяево». Он всегда хотел, чтобы мелодии в телесериале были очень бойкими и активными. По признанию Мауни, он никогда не слышал, чтобы Магнус просил сделать песню «медленней». Слова, звучащие в песне, не являлись окончательным вариантом. 12 ноября 2016 года композитор впервые опубликовал первоначальный вариант спетой песни, не получивший одобрения. По признанию Стефана Карла, сыгравшего Робби Злобного, песня длилась бы не меньше 10 минут, если бы не была урезана. Первоначально композиция имела рабочее название «Злодей номер один» (англ. Villain Number One), которое в конечном итоге было изменено.
Впервые песня прозвучала в 12 эпизоде 4 сезона «Лентяево», под названием «Команда мечты Робби». Премьера состоялась 3 октября 2014 года.

## Становление интернет-феноменом

### Песни-мемы из «Лентяево», предшествующие «We Are Number One»
За 11 лет до того, как «We Are Number One» стала мемом, такая же участь постигла песню «You Are a Pirate». Она тоже была исполнена Стефаном Карлом в образе Робби Злобного. В 2009 году в интернет-среде также пользовались спросом мемы, связанные с песней «Cooking by the book».

### История
10 сентября 2016 года пользователь Soundcloud под ником NBG опубликовал ремикс композиции, подписав его следующим образом:
«Когда пародии при помощи монтажа неактуальны уже очень давно, но ты никак не можешь распрощаться с прошлым»

(англ. when montage parodies died a long time ago but u can't let go of the past)
В том же месяце пользователем YouTube SiIvaGunner. были опубликованы свои ремиксы песни, называвшиеся «We are Number One — LazyTown: The Video Game» и «We are Number One (Beta Mix)- LazyTown: The Video Game». Впоследствии многие начали создавать собственные монтажи, связанные с песней, из-за чего «We Are Number One» спустя два года после эфира эпизода с ней стала интернет-мемом. На фоне популярности «We Are Number One» в мем превратилась ещё одна песня из телесериала — «The Mine Song».

### «We Are Number One» в качестве мема
Как правило, видео-мемы на основе «We Are Number One» представляли собой отредактированную версию оригинального музыкального видео. Заголовок к таким пародиям начинается с фразы «We Are Number One but…» (c англ. Мы номер один, но...), после которой следует описание изменений оригинала. К примеру: «We Are Number One But Every Word Is In Alphabetical Order» (с англ. Мы — номер один, но все слова находятся в алфавитном порядке). Также широкое распространение получили юмористические изображения, всячески связанные с песней. «We Are Number One» была признана мемом года по версии сабреддита «dank memes» сайта «Реддит».

## Кампания по сбору средств на GoFundMe
В октябре 2016-го, стало известно, что Стефану Карлу, исполнившему «We Are Number One» в образе Робби Злобного, диагностировали рак поджелудочной железы. Как только новость получила огласку, «мемоделы» в своих работах стали распространять информацию о его кампании на GoFundMe по сбору средств на лечение.
Впервые, Карл увидел пародийный монтаж песни лёжа на больничной койке, отходя от морфина. Жена Стефана рассказала ему о внезапной популярности «We Are Number One» в мем-культуре, после чего показала Карлу один из видеороликов. Монтаж сразу полюбился актёру. Позже он шутливо говорил, что находясь под морфином, можно существенно увеличить удовольствие от просмотра подобных мемов.
«Удивительно наблюдать за тем, как песня путешествует от человека к человеку внутри этой культуры, где все объединены общими идеями. Это нечто, что может произойти исключительно онлайн. И в этом заключается вся прелесть Интернета» — заявил Карл
 Впоследствии благотворительная акция привлекла множество пожертвований на сумму более $151,000 (что было на $51,000 больше изначальной цели). Чтобы поблагодарить её участников и участниц, Стефан, вместе с другими актёрами, исполнил песню в прямом эфире на Facebook 11 декабря 2016 года, а также взял интервью у Мауни Сваварссона. Запись эфира вскоре была опубликована на YouTube.

### Смерть Стефана Карла
21 августа 2018 года, после двухлетнего сражения с раком, Стефан Карл Стефанссон умер. В качестве дани уважения памяти Стефана, в сабреддите «dank memes» публиковались исключительно мемы с участием его персонажа. В рамках этой акции некто опубликовал поддельный скриншот с сайта медиа-компании BuzzFeed, на котором была изображена статья с заголовком «Почему Стефан Карл на самом деле номер два». Эта публикация повлекла так называемую «войну между „Реддитом“ и BuzzFeed», в ходе которой пользователи «Реддит» выкладывали мемы, высмеивающие медиа-компанию. Когда правда о фейковости материала была вскрыта, нападки в сторону BuzzFeed прекратились.
После смерти Стефана пользователи сети начали активно подписываться на ютуб-канал Стефана, чтобы его семья получила золотую кнопку от платформы, в качестве финальной благодарности от интернет-сообщества.

## Песня на языках мира
Here's a little lesson in trickery,
This is going down in history!
If you wanna be a villain number one,
You need to chase a superhero on the run!
Just follow my moves, and sneak around,
Be careful not to make a sound!..
Ég skal kenna ykkur nú um níðingshátt,
Nælum okkur góssið í og syngjum dátt!
Ef þrjótur viltu verða sem er númer eitt,
Þú verður hetju að elta sem að hleypur greitt!
Nú stígum við létt en læðumst fljótt,
Lofið því að hafa rótt!..
Маленький урок сейчас преподнесём,
Мы, злодеи, очень хорошо живём!
 Если хочешь быть злодеем — первый класс,
Поймать супергероя надо нам сейчас!
Должны мы за одним в оба смотреть,
И постарайтесь не шуметь!..
| Язык                          | Музыкальное видео                                     |
| ----------------------------- | ----------------------------------------------------- |
| Английский                    | We Are Number One                                     |
| Арабский                      | اخيراً لقيت وي ارنمبر ون بالعربي بس احلى من الانقليزية |
| Болгарский                    | Ние сме номер едно                                    |
| Болгарский                    | Първи сме в света                                     |
| Венгерский                    | Nincsen Nálunk Jobb                                   |
| Датский                       | Vier Nummer Ét                                        |
| Иврит                         | אנחנו מספר אחת                                        |
| Исландский                    | Alltaf númer eitt                                     |
| Испанский                     | Somos La Mejor                                        |
| Испанский (Латинская Америка) | Somos La Mejor                                        |
| Итальянский                   | I Numeri Uno                                          |
| Каталонский                   | Видео                                                 |
| Китайский                     | 但是是中文歌詞                                        |
| Корейский                     | 우리는 넘버원                                         |
| Немецкий                      | Wir sind nummer eins                                  |
| Нидерландский                 | Wij zijn nummer één                                   |
| Норвежский                    | Vi er nummer én                                       |
| Польский                      | My Najlepszych Klan                                   |
| Португальский (Бразилия)      | Somos os melhores                                     |
| Румынский                     | Suntem Cei Mai Tari                                   |
| Русский                       | Мы Номер Один                                         |
| Русский                       | Мы покажем вам                                        |
| Сербский                      | Ми смо број један                                     |
| Турецкий                      | Bir Numarayız                                         |
| Украинский                    | Ми Найкращі Тут                                       |
| Украинский                    | Ми Номер Один                                         |
| Финский                       | Ollaan Parhaita                                       |
| Французский                   | On est les plus forts                                 |
| Хорватский                    | Mi smo najbolji                                       |
| Чешский                       | My jsme jedničky                                      |
| Шведский                      | Vi är nummer ett                                      |
| Японский                      | 俺ら最高                                              |

### Комментарии
1. ↑  В телесериале Скевинг также выступал исполнителем роли супергероя Спортакуса.